# Презеље
Презеље (итал. Preseglie) је насеље у Италији у округу Бреша, региону Ломбардија.
Према процени из 2011. у насељу је живело 1477 становника. Насеље се налази на надморској висини од 394 м.

## Становништво
Према резултатима пописа становништва 2011. у општини је живело 1.577 становника.
| 1951. | 1961. | 1971. | 1981. | 1991. | 2001. | 2011. |
| ----- | ----- | ----- | ----- | ----- | ----- | ----- |
| 1.241 | 1.222 | 1.240 | 1.342 | 1.397 | 1.477 | 1.577 |